# Trichocereus macrogonus
Trichocereus macrogonus ist eine Pflanzenart aus der Gattung Trichocereus in der Familie der Kakteengewächse (Cactaceae). Das Artepitheton macrogonus leitet sich von den griechischen Worten makros für ‚groß‘ sowie gonia für ‚Kante‘ ab und verweist auf die Rippen der Art.

## Beschreibung
Trichocereus macrogonus wächst strauchig mit mehreren aufrechten Zweigen und erreicht Wuchshöhen von 2 bis 3 Metern. Die zylindrischen, starren, blaugrünen Triebe erreichen Durchmesser von 5 bis 9 Zentimeter. Es sind sechs bis neun deutliche, gerundete Rippen vorhanden, die schmale Zwischenfurchen aufweisen. Die auf ihnen befindlichen Areolen sind grau und stehen 1,5 bis 2 Zentimeter voneinander entfernt. Die aus ihnen entspringenden nadeligen Dornen sind gelblich bis braun. Die ein bis drei abstehenden Mitteldornen sind 3 bis 5 Zentimeter lang. Die sechs bis neun geraden Randdornen sind ausgebreitet und weisen eine Länge von bis zu 2 Zentimeter auf.
Die trichterförmigen, weißen Blüten erscheinen nahe der Triebspitzen und sind in der Nacht geöffnet. Sie sind bis zu 18 Zentimeter lang.

## Verbreitung und Systematik
Trichocereus macrogonus ist wahrscheinlich in Bolivien verbreitet.
Die Erstbeschreibung als Cereus macrogonus durch Joseph zu Salm-Reifferscheidt-Dyck wurde 1850 veröffentlicht. Vincenzo Riccobono stellte die Art 1909 in die Gattung Trichocereus. Ein weiteres nomenklatorisches Synonym ist Echinopsis macrogona (Salm-Dyck) H.Friedrich & G.D.Rowley (1974).
Es werden die folgenden Varietäten unterschieden:
- Trichocereus macrogonus var. macrogonus
- Trichocereus macrogonus var. pachanoi (Britton & Rose) Albesiano & R.Kiesling

## Nachweise